# Костик Орест Михайлович
Орест Михайлович Костик (нар. 16 квітня 1999, с. Зарваниця, Золочівський район, Львівська область, Україна) — український футболіст, воротар.

## Клубна кар'єра
Вихованець львівських «Карпат». У 2016 році дебютував у дорослому футболі у чемпіонаті Львівської області за львівський «Опір». Наступного року грав за золочівський «Сокіл» у чемпіонаті Львівської області.
У другій половині сезону 2017/18 років зіграв 5 матчів у молодіжному чемпіонаті України за рівненський «Верес».
27 липня 2018 року підписав довготривалий контракт з тернопільською «Нивою». Проте, вже під час зимової перерви того ж сезону перейшов до «Львова». 21 серпня 2020 року продовжив контракт з клубом ще на один рік. Виступав за молодіжну команду «левів». У футболці першої команди львівського клубу дебютував 30 вересня 2020 року в програному матчі третього попереднього раунду Кубку України проти полтавської «Ворскли» (0:2). Орест вийшов на поле в стартовому складі та відіграв увесь матч. У Прем'єр-лізі дебютував 3 жовтня 2020 року в нічийному поєдинку 5-го туру проти львівського «Руху» (0:0). Костик вийшов на поле в стартовому складі та відіграв увесь матч.
8 квітня 2022 року перейшов на правах оренди до 30 червня 2022 року до литовського клубу А-ліги «Йонава».